# 双龙大道

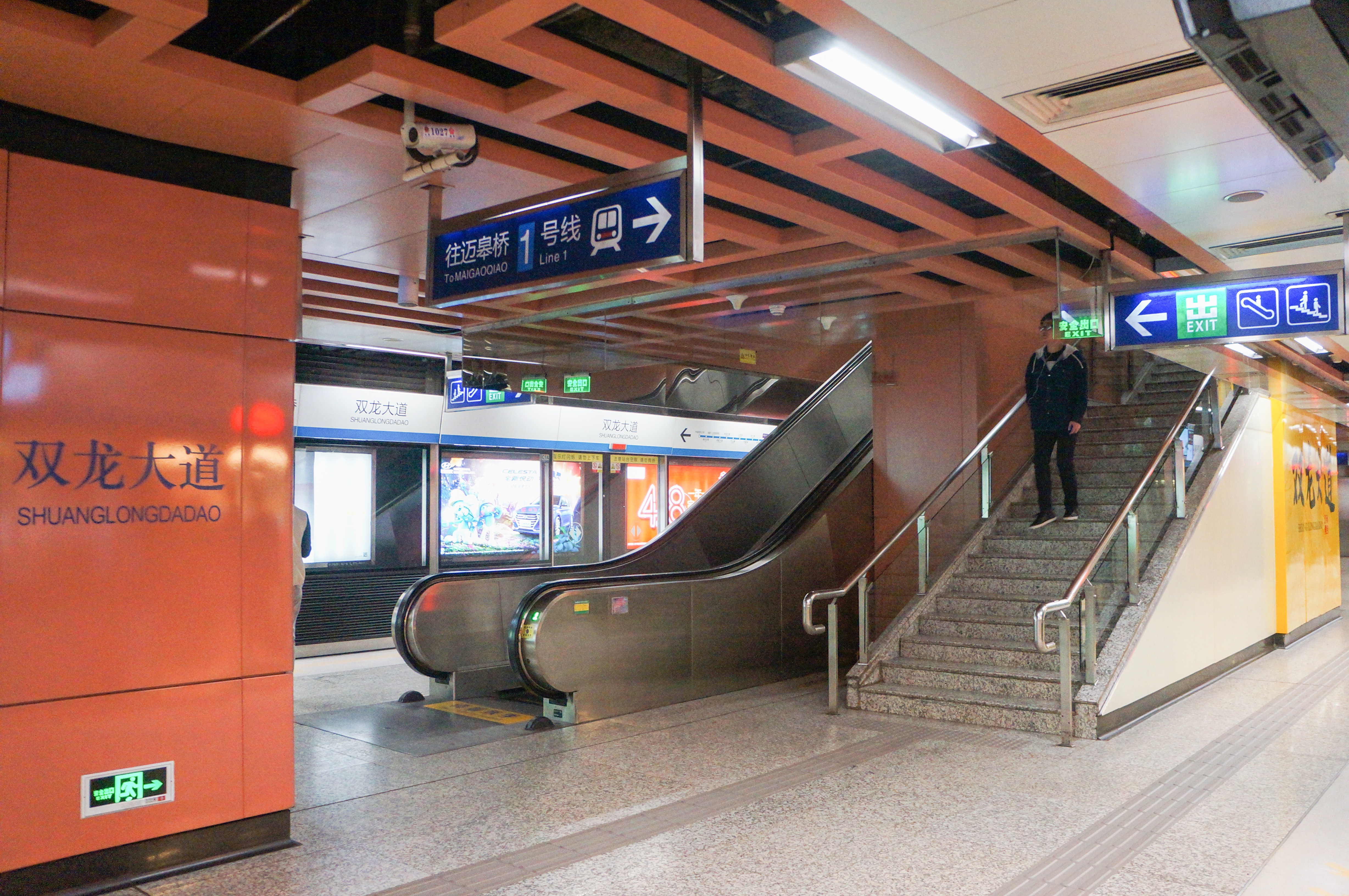
南京地铁双龙大道站站台

双龙大道是南京市江宁区的一条重要交通干道，北起天元路，南至绕越高速段，全长约12公里。作为江宁区的“交通主动脉”，双龙大道不仅是连接南京主城区与江宁区的主要通道，还贯穿百家湖、九龙湖、上秦淮等多个重点发展板块，承担着经济、商业、交通等多重功能。

## 历史
- 20世纪90年代以前，双龙大道所在区域属于南京市江宁县的郊区，主要以农田和村落为主，交通基础设施较为落后，尚未形成规模化的道路网络。
- 1990年代初期，随着南京市城市化进程的加快，江宁县（后改为江宁区）开始规划建设连接主城区与江宁的交通干道，双龙大道的雏形逐渐形成。
- 1990年代中期，双龙大道正式开工建设，作为江宁区连接南京主城区的重要通道，其设计标准较高，双向八车道，路幅全宽52米，设计时速70公里/小时。
- 命名由来：双龙大道的名称源于江宁区的“龙文化”传统，寓意“双龙腾飞”，象征着江宁区经济与社会的快速发展。
- 2000年代初，随着江宁撤县设区（2000年），双龙大道成为江宁区城市化进程的核心轴线之一。沿线开始布局商业、住宅和产业项目，百家湖、九龙湖等板块逐渐兴起。
- 2010年，南京地铁1号线南延至江宁区，双龙大道站成为沿线的重要站点，极大提升了双龙大道的交通价值和区域吸引力。
- 2000年代后期，双龙大道沿线的商业综合体（如百家湖商圈的金鹰天地、景枫KINGMO等）陆续建成，成为江宁区的商业中心。

## 经济与商业价值
双龙大道沿线是江宁区的经济核心地带，汇聚了百家湖、九龙湖、上秦淮等多个重点发展板块。2021年，江宁区GDP超过2800亿元，其中大部分经济活力集中在双龙大道沿线。百家湖板块的金鹰天地、景枫KINGMO、21世纪太阳城等高端商场，以及上秦淮板块的砂之船奥莱，吸引了大量消费力，成为江宁区的商业中心。

## 未来发展
1. 商业与产业升级：上秦淮板块作为江宁区的新兴发展区域，未来将聚焦未来网络、智能制造等千亿级产业，打造具有国际影响力的科技新城。[2]
2. 地下通道建设：双龙大道与天元西路交叉口的地下过街通道工程正在优化方案，未来将进一步提升百家湖商圈的通达性。
3. 快速化改造：为缓解交通压力，双龙大道池田路至诚信大道段快速化改造基本完成了方案研究，计划与地铁12号线同步实施，进一步提升通行效率。[3]

## 社会问题与治理
双龙大道地铁站周边曾存在黑车占道拉客现象，影响市民出行和交通秩序。相关部门通过集中整治行动和增设公共自行车存取点等措施，逐步改善了这一问题。